# Ромовый дневник (фильм)
«Ро́мовый дневни́к» (англ. The Rum Diary) — американская комедийная драма режиссёра Брюса Робинсона, экранизация одноимённого романа гонзо-журналиста Хантера С. Томпсона. Мировая премьера состоялась 13 октября 2011 года, премьера в России — 20 октября 2011 года.

## Сюжет
Действие фильма происходит в Пуэрто-Рико в туристическом городке Сан-Хуан в 1960-м году. Пол Кэмп просыпается в номере гостиницы с тяжелейшим похмельем. Пол — писатель, но в Нью-Йорке ему не удалось завершить и продать ни одной книги, поэтому он приехал в Сан-Хуан, чтобы устроиться журналистом в местную газету. В редакции он встречает Боба Сала — штатного фотографа. Пол притворяется, что у него конъюнктивит, но редактор газеты Лоттерман понимает, что глаза у Пола красные от похмелья. Тем не менее он принимает его на работу.
Пол немедленно напивается с Бобом и узнаёт, что газета в плачевном состоянии, и наверняка её скоро закроют. Он встречает авантюриста и горького пьяницу Моберга — сотрудника газеты в разделах про криминал и о религиозной жизни. Пол отправляется немного поплавать и встречает Шено́ — девушку, к которой сразу начинает испытывать симпатию. Однако он узнаёт, что она уже с кем-то встречается.
Пол ведёт рубрику о гороскопах и боулинге, редактор Лоттерман объясняет ему, что людям не нужны циничные новости о проблемах и трудностях, им хочется читать лёгкие статьи о развлечениях. После этого он отправляет Пола на более ответственное задание — взять интервью у мэра города Майами. Но рейс, на котором должен был прибыть мэр, отменяют, а в аэропорту Пол встречает Хэла Сандерсона — агента по продаже недвижимости. Сандерсон живёт в прекрасной вилле и оказывается, что Шено помолвлена именно с ним. Пол и Шено притворяются, что незнакомы.
Пол слишком много пьёт и Лоттерман отказывается финансировать его жизнь в отеле. Пол переезжает к Бобу в небольшую грязненькую квартирку, в которой к тому же иногда бывает Моберг. Воду постоянно отключают, даже телевизор приходится смотреть у глухой соседки через окно, глядя в бинокль. Боб разводит бойцовых петухов и немного зарабатывает на петушиных боях.
Моберг приносит в квартиру очистительные фильтры с ромового завода, в них содержится много алкоголя. Но Пол пытается пить меньше, хотя у него это и плохо получается. 
Пол отправляется к Сандерсону, подглядывает, как он занимается сексом с Шено. Там же на вилле он встречает майора в отставке Зимбургера, затем на вечере он знакомится с Сегаррой — эти люди хотят построить отель на острове (откуда перед тем съехала база ВМФ США), но для этого им нужна поддержка журналистов, и для этого они хотят использовать Пола.
В поездке Боб и Пол ругаются с хозяином местного кафе и им приходится спасаться бегством. За ними начинается погоня, и, пытаясь их отпугнуть, Пол нечаянно поджигает лицо полицейского. Их отправляют в тюрьму, обоим грозит заключение на срок около года. Сандерсон приезжает, вносит крупный залог и освобождает их.
На следующее утро Боб и Пол отправляются искать машину Боба, которая осталась недалеко от кафе. Местные вытащили из неё переднее сиденье, и Пол садится на колени Бобу, так они едут в город. Но там они встречают того самого полицейского, которого подожгли, и, пытаясь сбежать, разбивают машину. Из-за этих событий Пол опаздывает на встречу с Сандерсоном, Зимбургером и Сегаррой и те уже выказывают лёгкое недовольство. Сандерсон, вытащив Пола из тюрьмы, считает, что последний теперь в любом случае будет на них работать. Он даёт ему 500 долларов и машину. Он также просит Пола съездить за Шено. Когда Пол с ней едут обратно в город, Шено предлагает пари: кто раньше закричит, если ехать на максимальной скорости. Пол начинает кричать на долю секунды раньше, и им чудом удаётся не упасть с пристани.
Пол приглашает Боба поехать вместе с ним на остров, где будет строиться отель, хотя весь проект должен был сохраняться в тайне. Осмотрев остров с Зимбургером, они отправляются в Сент-Томас на карнавал. Там они встречают Сандерсона, он ругается с Полом из-за того, что Боб попал на остров. Пол снова беседует с Шено наедине на носу яхты Сандерсона. Затем все отправляются в клуб и танцуют, Сандерсон ссорится с Шено, потому что она решает остаться в клубе одна.
Шено на следующий день пропадает, а Сандерсон говорит Полу, что тот вне игры, и забирает ключи от машины, которую ему давал. Дома Пол и Боб пробуют некий галлюциноген (возможно, ЛСД), который достал Моберг. В редакции Пол узнаёт, что газету закрывают, а Лоттерман бежит, отказываясь печатать историю Пола, который решил опубликовать тёмные планы Сегарры и Сандерсона.
Шено появляется дома у Пола и остаётся у него — Сандерсон выгнал её. Пол принимает решение рассказывать людям о мерзавцах в этом мире, «и его чернильный голос будет полон гнева». Тем временем Сандерсон забирает внесённый им ранее в тюрьме залог и Пола и Боба начинают разыскивать, чтобы арестовать. Шено целует Пола в душе, они начинают заниматься сексом, но на всю квартиру начинает звучать речь Гитлера — это Моберг вернулся и включил пластинку. Пол узнаёт, что все сотрудники не получат выходное пособие и он предлагает работникам выпустить последний номер и разоблачить Лоттермана. Сотрудники газеты заявляют, что для этого не хватит денег.
Шено уезжает в Нью-Йорк, но Пол не едет за ней, а решает попытаться всё-таки выпустить номер. Взяв в аренду боевого петуха, Пол, Боб и Моберг отправляются к ведьме-знахарке, которая благословляет птицу. На следующих петушиных боях им удаётся заработать 6000 долларов. Но оказывается, что из печатной мастерской уже вывезли оборудование, и идея Пола выпустить номер проваливается.
На следующий день Пол предлагает украсть яхту Сандерсона, чтобы сбежать из Сан-Хуана. В последний момент Боб говорит, что «петуха нужно вернуть», и остаётся вместе с Мобергом на пристани. 
Пол уезжает один, «так заканчивается одна история и начинается другая». В титрах сообщается, что Пол стал мужем Шено и известным журналистом.

## В ролях
- Джонни Депп — Пол Кэмп
- Майкл Рисполи — Боб Сала
- Джованни Рибизи — Моберг
- Аарон Экхарт — Сандерсон
- Эмбер Хёрд — Шено́
- Ричард Дженкинс — Лоттерман
- Амори Ноласко — Сегарра
- Билл Смитрович — мистер Зимбургер

## Создание
«Ромовый дневник» Хантера С. Томпсона был написан в 1959 году, но издан лишь 39 лет спустя. 
В 2000 году независимые кинокомпании Shooting Gallery и SPi Films приобрели права на экранизацио, а Джонни Депп и Ник Нолти подписали контракт на участие в фильме. Проект был заморожен на стадии разработки. 
Попытка реанимировать производство была предпринята в 2002 году и закончилась неудачей, в картине должны были сыграть Бенисио дель Торо и Джош Хартнетт.
В 2007 году права на адаптацию купил британский продюсер и владелец компании GK Films Грэм Кинг. Сценарий был написан британским драматургом Брюсом Робинсоном, который впоследствии занял пост режиссёра ленты. По собственному признанию, во время работы над «Ромовым дневником», Робинсон — трезвенник с более чем шестилетним стажем — начал употреблять по бутылке вина в день и вновь бросил пить только по окончании работы над сценарием. В начале 2009 года к финансированию проекта присоединилась компания Деппа Infinitum Nihil, и в марте съёмочная группа отправилась в Пуэрто-Рико, где началось производство «Ромового дневника».

## Отзывы
Фильм получил смешанные отзывы кинокритиков. На Rotten Tomatoes средний рейтинг картины составляет 5,6 балла из 10. На Metacritic — 56 баллов из 100 на основе 37 обзоров.
Зрители также неоднозначно приняли фильм — на IMDb рейтинг составляет 6,2 балла из 10. CinemaScore — фирма, занимающаяся исследованием рынка, — проводила опрос зрителей на выходе из кинотеатра в течение открывающего уик-энда. Так, средняя оценка кинозрителей была «3» по пятибалльной шкале.